# Dictyophara europaea
Fulgore d'Europe
Espèce
Dictyophara europaea, le Fulgore d'Europe, est une espèce d'insectes hémiptères de la famille des Dictyopharidae.

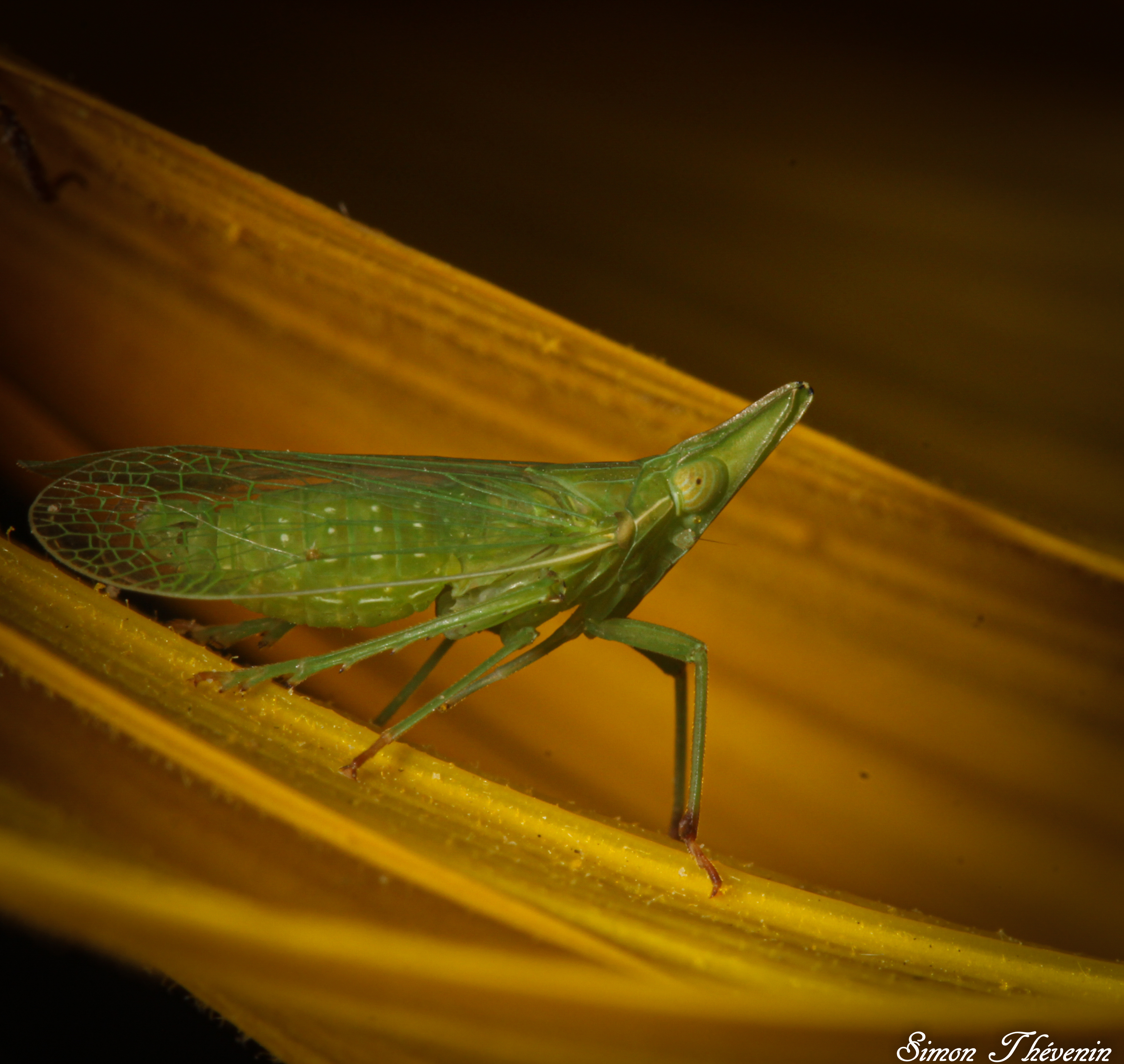
Dyctophara europaea (Fulgore d'Europe)

## Synonyme
- Epiptera europaea Linnaeus, 1767

## Description
Cet insecte vert (long d'environ 10 mm au stade imago), à la tête conique, montre un réseau formé par les nervures sur la partie distale des ailes antérieures. Il existe une espèce proche (Dictyophara multireticulata) qui possède un plus grand nombre de nervures et de cellules à l'apex des ailes, de plus elle possède une première paire de pattes de couleur jaune.

## Écologie
Le Fulgore d'Europe vive parmi les plantes herbacées dont il se nourrit (sève), les adultes vivent de juin à octobre.